# Hofors (comuna)
Hofors (em sueco: Hofors kommun) é uma comuna da Suécia localizada no condado de Gävleborg. Sua capital é a cidade de Hofors. Possui 410 quilômetros quadrados e segundo censo de 2018, havia 9 602 habitantes.